# Antonio Guerreiro (jornalista)
Antonio Guerreiro (Santos, 10 de junho de 1972) é um jornalista brasileiro.
Atualmente, ocupa o cargo de vice-presidente de jornalismo da Record
Executivo com mais de 30 anos de experiência no mercado de comunicação, é especialista em produção, distribuição e monetização de conteúdo multiplataforma e cross devices. Fundador do R7.com em 2009, foi superintendente de estratégia multiplataforma da Record TV, criando e liderando unidades de negócios nas áreas de OTT (RecordPlus), conteúdo, licenciamento, eventos, redes sociais e content network.

## Biografia
Começou sua carreira na Rádio Gazeta, onde foi diretor, entre 1994 e 1999.
Entre 1996 e 2000, foi professor de apresentação e reportagens para TV da Faculdade Cásper Líbero. 
Guerreiro trabalhou entre 1999 e 2002 na TV Gazeta como repórter e eventual apresentador dos programas Mulheres, Pra Você e foi apresentador do Giro do Guerreiro.
No ano seguinte, seguiu para a Band, onde foi repórter dos programas Dia Dia e A Noite É uma Criança e ficou até 2005.
Entre janeiro de 2006 e agosto de 2007, Guerreiro foi diretor do portal Vírgula.
Foi jurado do Troféu Imprensa em 2007.
Trabalhou no SBT, em 2008, como repórter da 2ª versão do Aqui Agora.
Em 2014 escreveu, juntamente com Luiz Cesar Pimentel, a biografia do cantor e apresentador de TV Ronnie Von, chamada "Ronnie Von: O Príncipe Que Podia Ser Rei".
No grupo Record, foi diretor geral do portal R7 e diretor de internet e novas mídias da RecordTV. Estreou na RecordTV como autor em 2013 no especial "PaPePiPoPu", em parceria com Rosana Hermann, que teve como atores Fábio Nunes, Cássio Scapin e Gianne Albertoni.
Com a saída de Douglas Tavolaro da vice-presidência de Jornalismo da RecordTV no dia 14 de janeiro de 2019, Antonio Guerreiro assumiu o posto máximo do jornalismo da emissora de TV.

## Carreira

### Televisão
- TV Gazeta - Pra Você
- TV Gazeta - Mulheres
- TV Gazeta - Giro do Guerreiro
- SBT - Aqui Agora (Repórter)
- Rede Bandeirantes - A Noite é uma Criança              (Repórter)
- Rede Bandeirantes - Dia Dia (Repórter)
- RecordTV - PaPePiPoPu (Autor)
- RecordTV - Vice-presidente de Jornalismo

### Mídias online
- VÍrgula - Diretor de Conteúdo (2007 - 2009)[15]
- R7 - Diretor de Conteúdo (2009 - 2011) Diretor Geral (2011 - 2019) [16]
- RecordTV - Diretor de Internet e Novas Mídias (2013 - 2019)[17]